# Љубав цигана
Љубав цигана (шп. Amor gitano) мексичка је теленовела, продукцијске куће Телевиса, снимана 1999.
У Србији је емитована 2003. на локалним телевизијама.

## Синопсис
У давна времена када је неправда била свакодневна појава, Родолфо, гроф Фарнесио, зли феудални господар, затражио је своје право над једном сељанком да јој буде први мушкарац и прекида њено венчање. Али, његове планове спречава племенити циганин Ренсо.
Ускоро ће се Ренсо поново осетити обавезним да спаси наредну жртву грофа Фарнесија. Ради се о маркези Адријани де Астолфи коју је породица приморала да се уда за грофа како би их спасила од економске пропасти. Како би се отарасио циганина, Родолфо га оптужује за злочин који није починио и наређује да га депортују на Острво Проклетих – острво затвор.
На острво, са другим идентитетом, долази Адријана која жели да буде са Ренсом. Родолфо се, поново, умеша и раздвоји их. Адријану, која се ничега не сећа, удају за Родолфа и она постаје грофица Фарнесио.
Ренсо у затвору упознаје Педра Минелија, који је ту такође неправендо. Постају велики пријатељи и договарају се да побегну одатле. После вишечасовног пливања и доласка на друго место Педро признаје Ренсу да је он Педро, гроф Минели и да има велико богатство које жели да му поклони како би се вратио по своју вољену Адријану.
Педро је болестан и на самрти му поклања благо. Моли га да оде у његову вилу и представи се као његов син како би уништио његову бившу жену, Астрид де Марнијер, која га је издала и отерала у затвор задржавши његов новац и поседе. Под идентитетом грофа Минелија, Ренсо се враћа како би спасио Адријану од Родолфа и Исе Валенти, бивше конобарице, која је помоћу превара постала Адријанина сестра.

## Улоге
| Глумац              | Улога                                         |
| ------------------- | --------------------------------------------- |
| Маријана Сеоане     | Маркеза Адријана де Астолфо, грофица Фарнесио |
| Маурисио Ислас      | Ренсо                                         |
| Алехандро Камачо    | Родолфо, гроф Фарнесио                        |
| Најлеа Норвинд      | Иса Валенти                                   |
| Марија Рубио        | Исолда                                        |
| Ракел Олмедо        | Манина                                        |
| Мануел Охеда        | Педро Минели, гроф Минели                     |
| Марија Тереса Ривас | Петра                                         |
| Ектор Гомез         | Бернал                                        |
| Роберто Паласуелос  | Клаудио                                       |
| Алберто Естреља     | Хонас                                         |
| Маја Мишалска       | Астрид де Марнијер                            |
| Хотан Фернандез     | Умберто де Астолфо                            |
| Сусана Гонзалес     | Зока                                          |
| Ана Лајевска        | Марија                                        |
| Валентино Ланус     | Патрисио                                      |
| Хуан Карлос Коломбо | Мартин                                        |
| Марио Прудом        | Ренан                                         |
| Умберто Јањез       | Данило                                        |
| Рубен Серда         | Фрај Кинтин                                   |
| Нурија Бахес        | Констанса де Астолфо                          |
| Алек Вон            | Бархен Дино                                   |
| Едуардо Ароијело    | Данијел ди Скарпа                             |
| Карла Албаран       | Аја                                           |
| Иван Бронстејн      | Балтазар                                      |
| Андреа Гарсија      | Лукресија                                     |
| Шерлин              | Росалинда                                     |
| Адријана Акоста     | Клеопатра                                     |
| Херардо Албаран     | Бернардо ле Баун                              |